# Klaus Ziegler (Philologe)
Klaus Ziegler (* 21. Oktober 1908 in Magdeburg; † 31. Oktober 1978 in Göttingen) war ein deutscher Philologe und Germanist.

## Leben
Ziegler studierte 1933 in Göttingen und war Vorsitzender der „Sozialistischen Studentenschaft“ und aktives SPD Mitglied. Nach der Machtergreifung vom 30. Januar 1933 wurde er von der Hochschule relegiert. Ziegler trat 1933 in die SA und 1937 in die NSDAP ein. Am 8. Februar 1938 wurde Ziegler mit der Dissertation Mensch und Welt in der Tragödie Friedrich Hebbels promoviert. Ziegler war ab 1942 Assistent und ab 1944 Dozent für Deutsche Sprache und Literatur an der Reichsuniversität Straßburg. Über den mit ihm seit seiner Studentenzeit befreundeten Adam von Trott zu Solz stand Ziegler im Kontakt mit dem Widerstand gegen den Nationalsozialismus. In der Endphase des Krieges wurde er in Straßburg wegen regimekritischer Äußerungen denunziert.
Nach der Befreiung des Elsaß 1944 ging er 1945 als Dozent zur Georg-August-Universität Göttingen. Dort wurde er 1950 zum außerplanmäßigen Professor ernannt. Von 1955 bis 1974 war er Ordinarius für Deutsche Sprache und Literatur an der Eberhard Karls Universität Tübingen in Tübingen.